# Ту-300

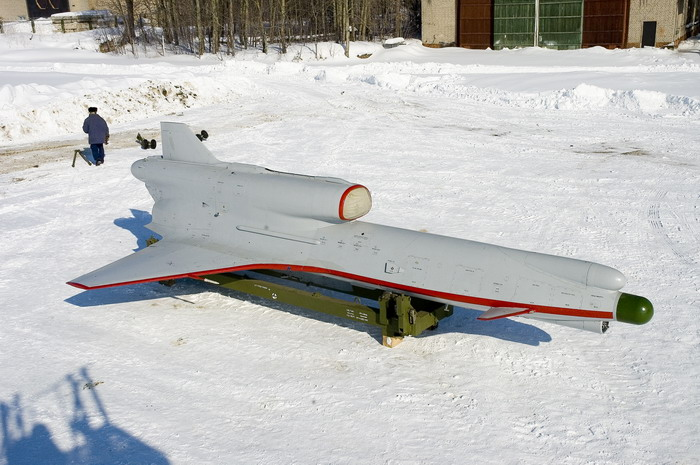
Ту-300, 2006 год

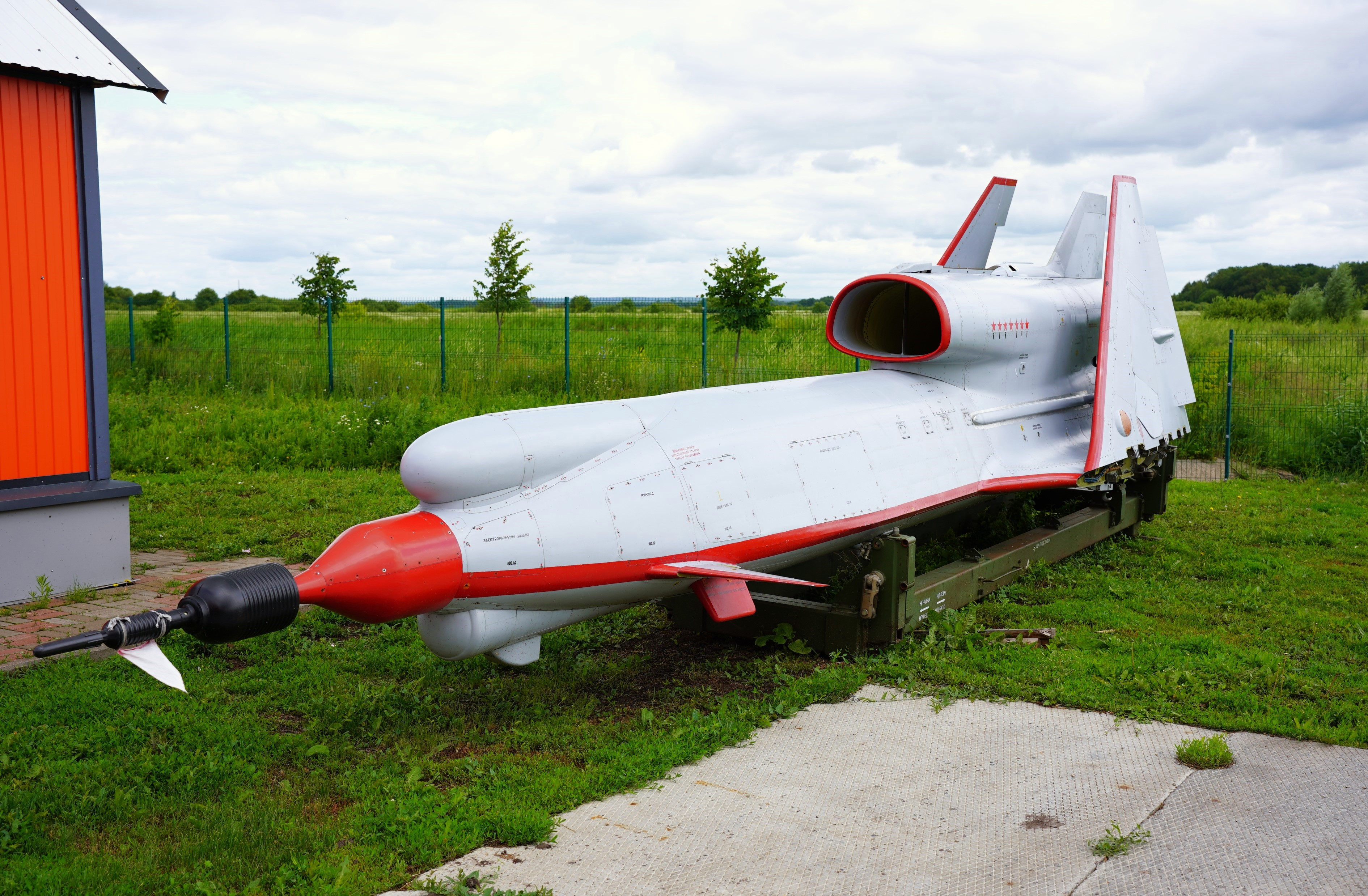
Ту-300 в авиационном музее на аэродроме Караишево (Татарстан, Лаишевский район), 2025 год

Ту-300 «Коршун-У» — советский и российский тактический ударный беспилотный летательный аппарат разработки ОКБ имени Туполева. Предназначен для ведения воздушной разведки и уничтожения обнаруженных наземных целей. Первый полёт совершил в 1991 году. Существуют также модификации для ведения радиотехнической разведки («Филин-1») и ретрансляции радиосигналов («Филин-2»).

## История создания

### Разработка
Разработка тактического ударного БПЛА с кодовым обозначением «Коршун» началась в Советском Союзе в 1982 году. Первоначально работы по этому проекту поручили ОКБ Сухого, однако уже через год разработку передали в ММЗ «Опыт» ОКБ им. Туполева, имевшем больший опыт в создании БПЛА, создавшему удачные беспилотные разведчики Ту-141 и Ту-143, где БПЛА получил индекс 300 и обозначение «Коршун-У». Компоновочные схемы и решения при этом были полностью пересмотрены, что дало возможность говорить об оригинальной туполевской разработке Ту-300.
Наземное оборудование разработанного беспилотника было унифицированно с разведчиками Ту-141 и Ту-241. В начале 1990-х годов ОКБ создало летающий экземпляр, который поднялся в воздух в 1991 году, начались лётные испытания. Разработанный самолёт активно демонстрировался на Международном авиационно-космическом салоне в Жуковском.
Финансовые трудности середины 1990-х годов вынудили ОКБ заморозить разработку Ту-300, но в 2007 году агентство «Интерфакс» сообщило, что ОКБ Туполева возобновляет работы над проектом Ту-300.
Назначение беспилотника (разведчик с возможностью уничтожения обнаруженных целей), схему планера, основные конструкторские решения, а также наземную аппаратуру предполагается на первом этапе оставить без изменений. При этом предполагается, что обновлённый БПЛА получит новые двигатели, с существенно улучшенными характеристиками, а также современную радиотехническую аппаратуру и авионику.
Также сообщалось, что компания «Туполев» занимается разработкой проекта беспилотного летательного аппарата средней дальности (БАК СД) на базе Ту-300.

## Конструкция
Ту-300 — однодвигательный беспилотный самолёт с аэродинамической схемой «утка». Подъёмную силу обеспечивает треугольное крыло небольшого удлинения. В носовой части фюзеляжа размещена разведывательная и вспомогательная аппаратура, средства связи и вычислительный комплекс.
Целевая нагрузка (радиоэлектронная аппаратура или ракетно-бомбовое вооружение) размещается в фюзеляжном отсеке и на внешних точках подвески. При взлётной масса в 4 тонны аппарат может брать на борт до тонны целевой нагрузки.
На выставках аппарат демонстрировался с подвешенным контейнером малогабаритных грузов КМГУ. Это позволяет предположить, что одним из ударных средств разрабатываемого БПЛА станут малогабаритные осколочно-фугасные и кумулятивно-осколочные авиабомбы. 
Шасси у беспилотника не предусмотрено. Старт производится из транспортно-пускового контейнера с автомобильного шасси, с использованием 2 твердотопливных ускорителей. Посадка осуществляется с помощью парашютной системы, размещённой в хвостовом отсеке.

## Операторы
- Россия — некоторое количество в Сухопутных войсках, по состоянию на 2017 год[4].